# SKVV Jerevan
SKVV Jerevan (arménsky: „ՍԿՎՎ“ Երևան) byl arménský fotbalový klub sídlící ve městě Jerevan. V roce 1998 se klub přihlásil do druhé ligy, z níž se o rok později odhlásil.

## Umístění v jednotlivých sezonách
Zdroj:
Legenda: Z - zápasy, V - výhry, R - remízy, P - porážky, VG - vstřelené góly, OG - obdržené góly, +/- - rozdíl skóre, B - body, červené podbarvení - sestup, zelené podbarvení - postup, fialové podbarvení - reorganizace, změna skupiny či soutěže
| Arménie (1998) |               |        |    |    |   |    |    |    |     |    |        |
| Sezóny         | Liga          | Úroveň | Z  | V  | R | P  | VG | OG | +/- | B  | Pozice |
| 1998           | Aradżin chumb | 2      | 24 | 10 | 3 | 11 | 49 | 39 | +10 | 33 | 7.     |